# 可罰的違法性
可罰的違法性（かばつてきいほうせい）とは、個別の刑罰法規が刑事罰に値するとして予定する違法性のことである。このような可罰的な質または量の違法性を有しない行為は構成要件に該当しないか該当するとしても処罰に値しないというべきであるという主張（可罰的違法性論）において提唱された概念であり、量的な意味での可罰的違法性については日本の刑法学界において広く承認されている。
可罰的違法性の理論は、構成要件の解釈原理または違法性阻却事由として理解されることが多い。つまり、刑法・特別刑法などの刑罰法規の規定上（その規定の通常の解釈を含む。）、構成要件に該当するようにも見えるかあるいは該当するとされる事案について、その違法性が軽微であることをもとに、罰するまでの違法性はないとするものである。ここでいう前者の「違法性」は抽象的な概念であり（いうなれば、突き詰めた場合に理論上悪いとされていることに該たるかどうか）、後者の「違法性」は刑罰法規が予定する最低限度の違法性（いわば、その刑罰法規はこんな軽い事案まで処罰するつもりだったか）、という理解となる。
一般的な可罰的違法性の議論を明示にて規定する条文は刑事法上存在せず、また違法性の程度の問題として議論されることから抽象的・相対的な議論となりがちで、判例上も確たる理論が構築されているとはいえない。そのため、通常は可罰的違法性の理論以外で、そもそも構成要件に該当しないとする理論や、その他の違法性阻却事由の適用可能性を先行して議論した上で、それらが認められない事案であるが、なお、その内容を軽微と主張する場合に用いられる理論となる。
なお、可罰的違法性の議論において、行為の違法性の程度を議論する場合には、その行為そのものを独立して評価して罰するに値するかどうかを評価する場合もあれば、その行為を行った目的や状況などの周辺事情を考慮に入れた上で、その事案におけるその行為の可罰性を議論する場合もある。
近年では、政治的主張などを記載した書面（ビラ）を、集合住宅等、住宅に備え付けられた郵便受けに投函する行為を住居侵入として立件された場合に、その行為の違法性を否定する方法論として議論されている。
軽微な犯罪については実体法上の犯罪自体を構成しないとする側面（実質的違法性の問題。量的な意味での可罰的違法。）と、民法や労働法において違法とされる行為についても刑法上は違法とされないとする側面（違法の相対性の問題。質的な意味での可罰的違法。）とがある。労働組合事件や公安条例事件などにおいて争点となった。